# قرار مجلس الأمن التابع للأمم المتحدة رقم 726

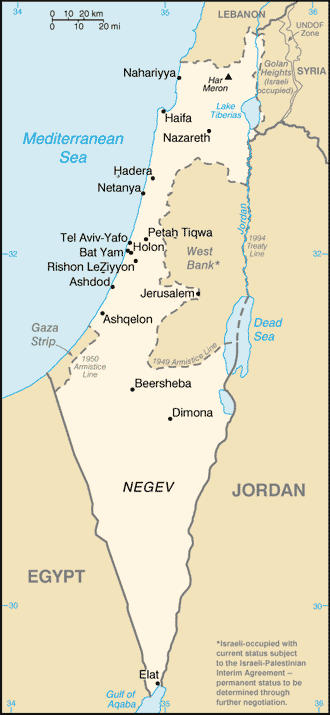
إسرائيل والأراضي المحتلة

قرار مجلس الأمن الدولي رقم 726 لعام 1992 بتاريخ 6 يناير يطلب من إسرائيل تحاشي قرارات الإبعاد.